# Papa Roach
Papa Roach é uma banda de metal alternativo dos Estados Unidos formada em Vacaville em 1993. Chegaram ao sucesso com seu álbum Infest, lançado em 2000, que ganhou três vezes disco de platina.

## História
Na pequena cidade de Vacaville, noroeste da Califórnia, quatro colegas de ensino secundário, Jerry Horton, Dave Buckner, Jacoby Shaddix (Coby Dick) e Will James decidiram montar uma banda. O nome surgiu a partir do nome do avô de Shaddix, Howard William Roatch, que cometeu suicídio quando descobriu que estava com câncer terminal. O Avô de Shaddix era chamado de Papa Roach. Suas maiores influências eram as bandas Faith No More, Rage Against The Machine e Primus, um som que misturava punk rock, alternative rock, funk-metal e rap-metal.
Depois de alguns anos tocando em bares, pizzarias e pequenas festas, eles conquistaram fãs pela região, e então começaram com alguns concertos em Sacramento, San José e Berkeley, e logo estavam abrindo concertos do Deftones.
No verão de 1996 tomaram algumas atitudes para subir mais um degrau na carreira. A primeira delas foi trocar o baixista Will James por Tobin Esperance, que tinha 16 anos e era roadie da banda desde os 13. A segunda, contratar um empresário, Bret Blair. Depois disso, juntaram 700 dólares e entraram em estúdio para gravar o primeiro LP, Old Friends From Young Years, que serviu de suporte para várias apresentações pelos Estados Unidos.
Em 1998 lançaram o EP 5 Tracks Deep, mas sua estréia numa grande gravadora foi com o álbum Infest, pela Universal Records. Em 2001, participou do Rock in Rio 3, no mesmo dia das consagradas bandas Guns N' Roses e Oasis.
Em 2002 foi lançado Lovehatetragedy, álbum que teve como singles "She Loves Me Not" e "Time And Time Again". O álbum não alcançou o sucesso desejado, alcançando apenas o disco de ouro, enquanto seu antecessor conseguiu platina tripla. Mesmo assim os singles fizeram muito sucesso. Em 2004 saiu Getting Away With Murder, um álbum não muito bem recebido pela crítica e pelos fãs. O primeiro single foi a faixa título, considerada por muitos a melhor do álbum, e o segundo foi "Scars", uma balada. Essa nova obra ditou o que seria o novo estilo Papa Roach, mais voltado ao Rock and Roll, como evidenciado por faixas como "Be Free". Além dos dois singles foi lançada uma versão ao vivo de "Take Me". Em 2005 foi lançado o primeiro álbum ao vivo da banda, Live & Murderous In Chicago, foi uma verdadeira figura dos concertos do Papa Roach. Além das 19 músicas gravadas ao vivo, há também todos os videoclipes da banda. Em 2006 saiu The Paramour Sessions, o qual foi gravado na Paramour Mansion. É álbum que mostra de vez o novo estilo do Papa Roach, e cujo primeiro single foi ...To Be Loved, musica esta que também foi usada como tema do Monday Night Raw por volta de 2006 até 2009.
Em 2013, o Papa Roach anunciou três shows no Brasil. A turnê Viva La Cucaracha passaria pelas cidades de São Paulo (07/08), Rio de Janeiro (08/08) e Curitiba (09/08), porém a turnê foi cancelada por motivos de problema nas cordas vocais de Jacoby Shaddix. 
Em 2016, a banda se apresentou em duas cidades brasileiras. Porto Alegre (14/12) e São Paulo (15/12) receberam Papa Roach pela primeira vez.

### Mudanças de formação
O baterista Dave Buckner foi afastado da banda e foi substituído por Tony Palermo (ex-Unwritten Law) que em seguida iniciou a gravação do álbum Metamorphosis.

## Integrantes

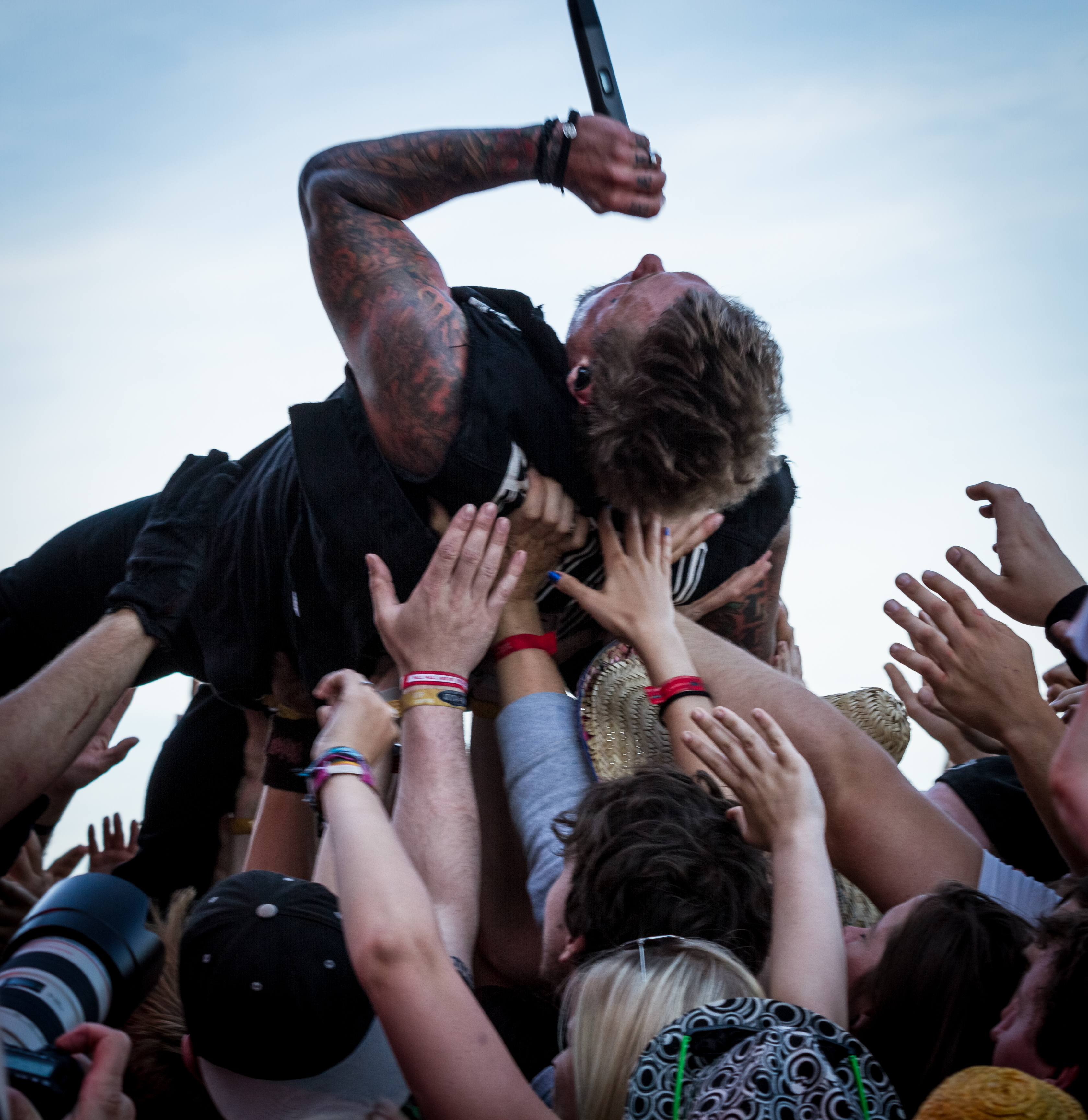
Papa Roach se apresentando ao vivo no Rock am Ring de 2015.

### Formação atual
- Jacoby Shaddix – (vocal)
- Jerry Horton – (guitarra)
- Tobin Esperance – (baixo)
- Tony Palermo – (bateria)
- Anthony Esperance – (teclado, guitarra e percussão)

### Ex-integrantes
- Dave Buckner – (bateria)
- Andrew Saturley – (trombone, foi substituído por Jerry Horton em 1993)
- Will James – (baixo, participou da primeira gravação Potatoes For Christmas.)
- Ryan Brown – (bateria, substituiu Dave Buckner em Potatoes For Christmas.)
- Mike Doherty – (guitarra, participou da turnê de Lovehatetragedy em 2002.)

## Discografia
- 1997: Old Friends from Young Years
- 2000: Infest
- 2002: Lovehatetragedy
- 2004: Getting Away with Murder
- 2006: The Paramour Sessions
- 2009: Metamorphosis
- 2010: Time for Annihilation
- 2012: The Connection
- 2015: F.E.A.R
- 2017: Crooked Teeth
- 2019: Who Do You Trust?
- 2022: Ego Trip